# Chrysobothris hypochloris
Chrysobothris hypochloris es una especie de escarabajo del género Chrysobothris, familia Buprestidae. Fue descrita científicamente por Erichson en 1847.